# Aeroport Internacional d'Al-Ain
L'Aeroport Internacional d'Al-Ain és un aeroport amb categoria internacional a la ciutat d'Al-Ain, a l'emirat d'Abu Dhabi, Emirats Àrabs Units. El seu codi IATA és AAN i el codi ICAO és OMAL.
Es va obrir el 31 de març de 1994. Hi operen vuit línies aèries (Gulf Air, Pakistan International Airlines, Alia Royal Jordanian, Egypt Air, Qatar Airways, Krasnoyarsk Fras Air,Sudan Air, Shaheen Air i Oman Air) i està en procés d'ampliació. Ocupa una superfície de 600 hectàrees a 23 km al nord-oest de la ciutat.
Té una pista de 4 km per 45 metres i disposa de moderns equipaments. Té connexions sense escala amb vuit ciutats del món.